# Dinde de Noël
La dinde de Noël est un plat préparé pour le réveillon de Noël. Constitué d'une dinde farcie, c'est le plat par excellence dans de nombreux pays au monde à cette occasion. Cependant, en Allemagne, on préfère l'oie pour cette circonstance.

## Histoire

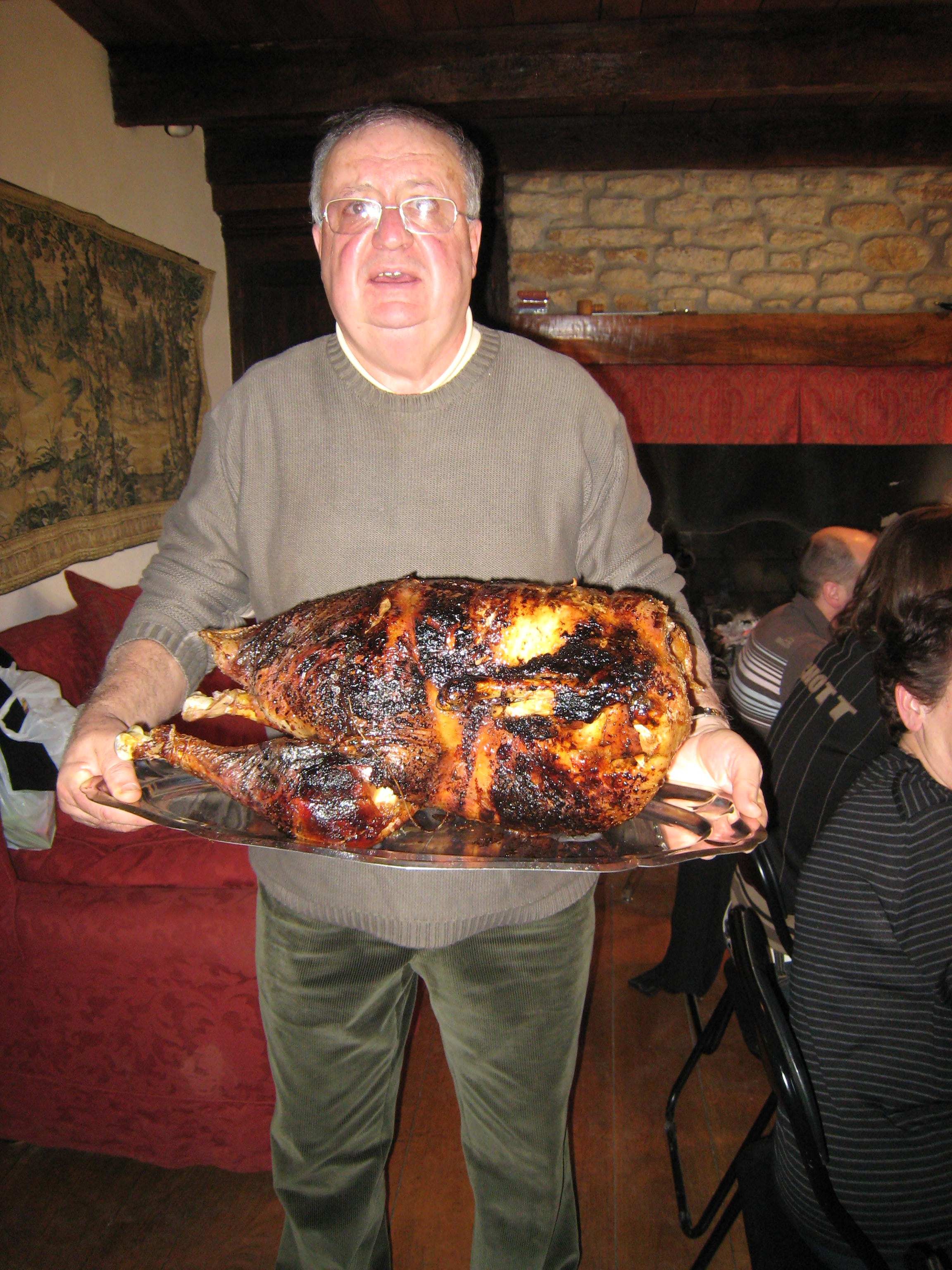
Dinde de Noël dans le Rouergue.

Il a toujours[évasif] été de tradition de festoyer à Noël avec un plat à base de volaille, essentiellement des oies, car il représentait l'oiseau solaire et garantissait la protection du soleil à celui qui en mangeait.
C'est lorsque la dinde fut ramenée d'Amérique par les colons espagnols et que son intérêt gastronomique fut reconnu en Europe qu'elle s'y imposa, vers 1570. D'ailleurs, le nom de « dinde » vient du fait que les premières dindes trouvées et ramenées en Europe ont été baptisées « poules d'Inde » par les Espagnols qui croyaient revenir de l'Inde.
La dinde remplaça l'oie au menu de Noël, car elle représentait un volatile exotique qui, du fait de sa rareté, était dégusté en temps de grandes fêtes.
La première dinde servie lors d'un repas en France aurait eu lieu lors du banquet de noces de Charles IX en 1570. La première dinde à être mangée au cours d'un repas de Noël l'aurait été à la table du souverain du Saint-Empire l'empereur Charles VII (1697-1745).
En 1620, les Pères pèlerins quittent l'Angleterre pour fuir les persécutions religieuses. Ils mettent le pied en Nouvelle-Angleterre et fondent la ville de Plymouth (Massachusetts). À l'automne 1621, le gouverneur William Bradford décrète trois jours d'actions de grâce pour célébrer la première récolte. Ainsi naît le Thanksgiving où la dinde est traditionnellement servie.
En Amérique du Nord, la dinde est également servie durant les célébrations de Thanksgiving.

## Type de farce

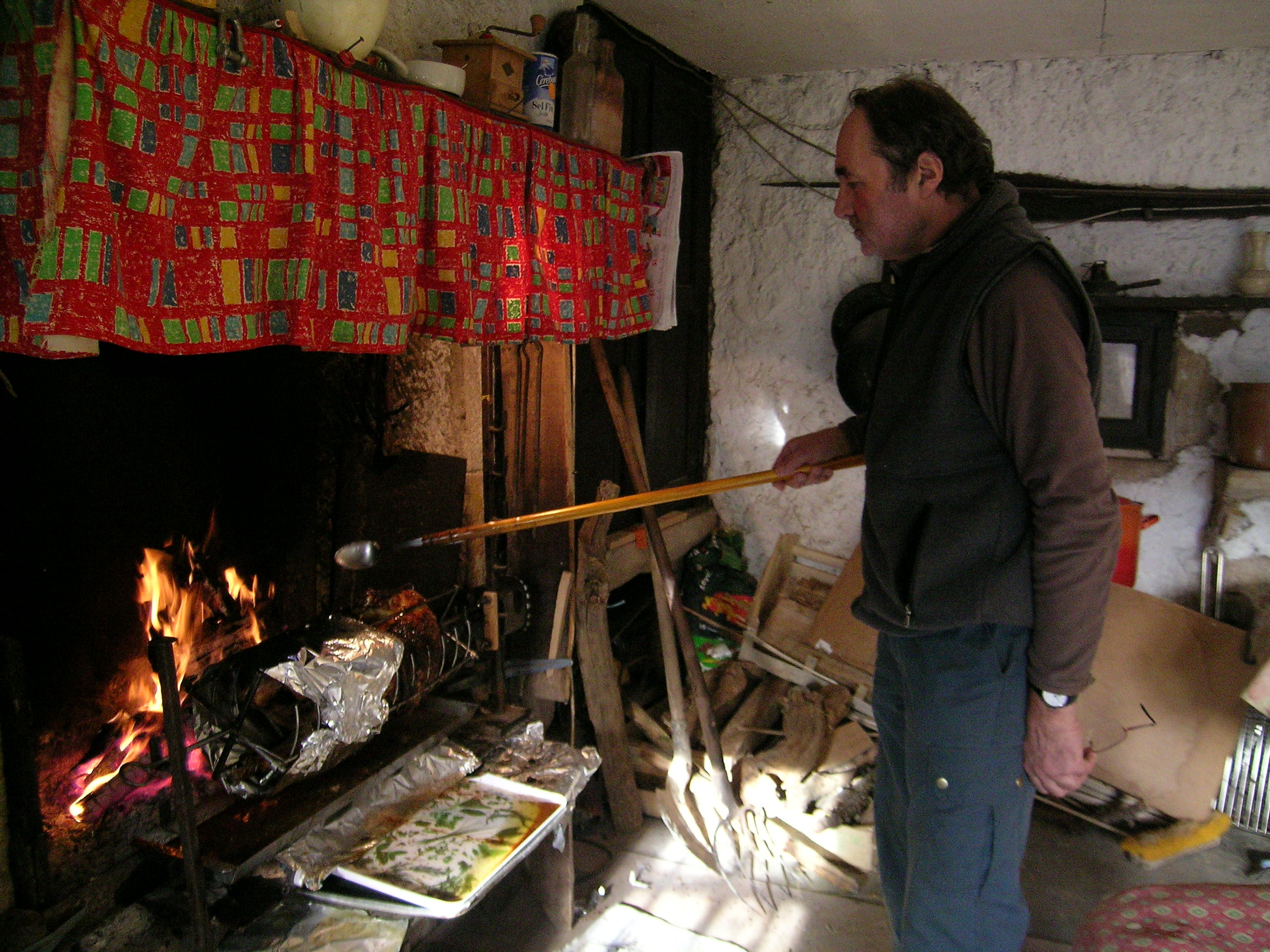
Cuisson de la dinde de Noël au cantou.

- France, Belgique, Royaume-Uni : dinde farcie aux marrons (voir aussi dinde aux marrons).
- États-Unis : la farce varie, mais généralement dans le sud-est des États-Unis, elle est faite de pain de maïs. Dans certaines parties du Midwest près des Grands Lacs, la farce est composée de riz sauvage et dans le nord-est, c'est un mélange de différentes sortes de pains. La recette peut inclure n'importe quelle combinaison d'huîtres, de saucisses, de pommes, de céleri et d'oignons ; l'assaisonnement principal est la sauge.
- Québec : dinde farcie aux croûtons et à la sauge.
- Nouveau-Brunswick : dinde farcie aux croûtons et à la sariette d'été.
- Grèce : dinde farcie à la viande et aux champignons.